# Youthanasia
Youthanasia je šesté studiové album americké thrashmetalové skupiny Megadeth, které dne 1. listopadu 1994 vydalo hudební vydavatelství Capitol Records. Producentem tohoto alba byl Max Norman s Davem Mustainem. V žebříčku UK Albums Chart se album umístilo na šesté příčce; v Billboard 200 na čtvrté. Roku 2004, u příležitosti desátého výročí původního vydání, vyšla remasterovaná verze  doplněná o několik bonusů.
Asi nejznámější a nejúspěšnější skladba uvedeného alba je "A Tout Le Monde", kterou Megadeth hrají velmi často na koncertech. Tato skladba dostala Megadeth i do malých problémů, jelikož byli obviněni z obhajování sebevraždy, o které text písně pojednává. K obvinění došlo v souvislosti s koncertem pro americkou televizní stanici MTV, kde zahráli uvedenou skladbu ve špatném pořadí. Podle naplánovaného programu měla skupina zahrát skladbu "Skin O' My Teeth" z alba Countdown To Extinction, o které před spuštěním "A Tout Le Monde" Mustaine řekl kolikrát se už zkoušel zabít (o čem je skladba "Skin O' My Teeth"), jelikož o chybě v repertoáru nevěděl. Z problému se ale dostali bez větších problémů nebo komplikací   

## Seznam skladeb
| Pořadí | Název                   | Autor                                         | Délka |
| ------ | ----------------------- | --------------------------------------------- | ----- |
| 1.     | Reckoning Day           | Dave Mustaine, David Ellefson, Marty Friedman | 4:34  |
| 2.     | Train of Consequences   | Mustaine                                      | 3:26  |
| 3.     | Addicted to Chaos       | Mustaine                                      | 5:26  |
| 4.     | A Tout le Monde         | Mustaine                                      | 4:28  |
| 5.     | Elysian Fields          | Mustaine, Ellefson                            | 4:03  |
| 6.     | The Killing Road        | Mustaine                                      | 3:57  |
| 7.     | Blood of Heroes         | Mustaine                                      | 3:57  |
| 8.     | Family Tree             | Mustaine, Ellefson, Nick Menza                | 4:07  |
| 9.     | Youthanasia             | Mustaine                                      | 4:09  |
| 10.    | I Thought I Knew It All | Mustaine, Friedman, Ellefson, Menza           | 3:44  |
| 11.    | Black Curtains          | Mustaine, Friedman                            | 3:39  |
| 12.    | Victory                 | Mustaine                                      | 4:27  |

## Obsazení
Megadeth
- Dave Mustaine – zpěv, kytara
- Marty Friedman – kytara
- David Ellefson – baskytara
- Nick Menza – bicí

Ostatní
- Jimmie Wood – harmonika